# Баклушинская волость (Балашовский уезд)
Баклушинская волость — административно-территориальная единица в составе Балашовского уезда Саратовской губернии.

## Состав на 1913 год
Население составило 9 495 человек. Волость включала 9 населённых пунктов, в том числе 4 села, 5 деревень.
- село Баклуши — 3 284 человека
- село Скачиха — 1 322 человека
- село Краснояр — 880 человек
- село Журавка — 2 345 человек
- деревня Афанасьевка — 72 человека
- деревня Степановка — 318 человек
- деревня Хоприк — 477 человек
- деревня Ундольщино — 364 человека
- деревня Малая Журавка — 381 человека

## Примечание
- Список населенных мест Саратовской губернии. Балашовский уезд.